# Krajići
 Krajići  (olaszul:  Craici) falu Horvátországban, Isztria megyében. Közigazgatásilag Oprtaljhoz tartozik.

## Fekvése
Az Isztria középnyugati részén, Pazintól 18 km-re északnyugatra, községközpontjától 2 km-re délnyugatra, a Mirna vőlgyétől északra fekszik.

## Története
A falunak 1880-ban 176, 1910-ben 227 lakosa volt. Az első világháború után a rapallói szerződés értelmében Isztria az Olasz Királysághoz került. 1943-ban az olasz kapitulációt követően német megszállás alá került, mely 1945-ig tartott. A második világháború után Jugoszlávia része lett. A település Jugoszlávia felbomlása után 1991-ben a független Horvátország része, majd 1993-ban Oprtalj község része lett. 2011-ben a falunak 12 lakosa volt. Lakói  főként mezőgazdasággal és állattartással foglalkoznak.

## Lakosság
| Lakosság változása | Lakosság változása | Lakosság változása | Lakosság változása | Lakosság változása | Lakosság változása | Lakosság változása | Lakosság változása | Lakosság változása | Lakosság változása | Lakosság változása | Lakosság változása | Lakosság változása | Lakosság változása | Lakosság változása | Lakosság változása |
| ------------------ | ------------------ | ------------------ | ------------------ | ------------------ | ------------------ | ------------------ | ------------------ | ------------------ | ------------------ | ------------------ | ------------------ | ------------------ | ------------------ | ------------------ | ------------------ |
| 1857               | 1869               | 1880               | 1890               | 1900               | 1910               | 1921               | 1931               | 1948               | 1953               | 1961               | 1971               | 1981               | 1991               | 2001               | 2011               |
| 0                  | 0                  | 176                | 260                | 228                | 227                | 0                  | 0                  | 148                | 114                | 45                 | 22                 | 19                 | 17                 | 15                 | 12                 |

## Nevezetességei
Védett műemlék a Balini településrészen található olajprésüzem, melyet a 20. század folyamán a Blaškić család üzemeltetett a szomszédos települések szükségleteinek kielégítésére. Az isztriai olajbogyó feldolgozási és olajtermelési technológia emléke. Az üzem az 1950-es évekig állandó használatban volt, időnként később is használták.